# Unterseeboot 990
L'Unterseeboot 990 ou U-990 est un sous-marin allemand (U-Boot) de type VIIC utilisé par la Kriegsmarine pendant la Seconde Guerre mondiale.
Le sous-marin est commandé le 25 mai 1941 à Hambourg (Blohm + Voss), sa quille posée le 17 octobre 1942, il est lancé le 16 juin 1943 et mis en service le 28 juillet 1943, sous le commandement du Kapitänleutnant Hubert Nordheimer.
Il est coulé par l'aviation britannique dans l'Atlantique Nord en mai 1944.

## Conception
Unterseeboot type VII, l'U-990 avait un déplacement de 769 tonnes en surface et 871 tonnes en plongée. Il avait une longueur totale de 67,10 m, un maître-bau de 6,20 m, une hauteur de 9,60 m et un tirant d'eau de 4,74 m. Le sous-marin était propulsé par deux hélices de 1,23 m, deux moteurs diesel Germaniawerft M6V 40/46 de 6 cylindres en ligne de 1 400 cv à 470 tr/min, produisant un total de 2 060 à 2 350 kW en surface et de deux moteurs électriques Brown, Boveri & Cie GG UB 720/8 de 375 cv à 295 tr/min, produisant un total 550 kW, en plongée. Le sous-marin avait une vitesse en surface de 17,7 nœuds (32,8 km/h) et une vitesse de 7,6 nœuds (14,1 km/h) en plongée. Immergé, il avait un rayon d'action de 80 milles marins (150 km) à 4 nœuds (7,4 km/h; 4,6 milles par heure) et pouvait atteindre une profondeur de 230 m. En surface son rayon d'action était de 8 500 milles nautiques (soit 15 700 km) à 10 nœuds (19 km/h).
L'U-990 était équipé de cinq tubes lance-torpilles de 53,3 cm (quatre montés à l'avant et un à l'arrière) et embarquait quatorze torpilles. Il était équipé d'un canon de 8,8 cm SK C/35 (220 coups), d'un canon antiaérien de 20 mm Flak et d'un canon 37 mm Flak M/42 qui tire à 15 350 mètres avec une cadence théorique de 50 coups par minute. Il pouvait transporter 26 mines TMA ou 39 mines TMB. Son équipage comprenait 4 officiers et 40 à 56 sous-mariniers.

## Historique
Il est en période d'entraînement à la 5. Unterseebootsflottille jusqu'au 31 décembre 1943, puis il intègre son unité de combat dans la 11. Unterseebootsflottille.
Sa première patrouille est précédée d'un court trajet de Kiel à Marviken. Elle commence le 26 janvier 1944 au départ de Marviken pour les eaux Arctiques. L'U-990 rejoint le groupe de combat (ou meute) Werwolf près du passage de l'île aux Ours, guettant un convoi. Le 31 janvier 1944, il attaque sans succès un destroyer de l'escorte du convoi JW-56B en mer de Barents. En attente du convoi RA-56, une reconnaissance aérienne communiquant une information erronée le dirige dans une mauvaise direction. Le soir du 25 février 1944, l'U-990 torpille et coule le destroyer britannique HMS Mahratta du convoi JW-57, au nord-nord-ouest de Harstad. Lors du naufrage, deux cents hommes périssent dans les eaux glacées de l'Arctique, seuls dix-sept de l'équipage sont sauvés par l'escorte.
Sa deuxième patrouille débute le 4 mars 1944 au départ de Hammerfest. Le 27 mars 1944, l'U-990 est endommagé par un avion de l'escorte du convoi JW-58. Il est contraint d'abandonner la patrouille en raison des dommages subis.
Lors de sa troisième patrouille, fin mars 1944, l'U-990 opère contre le convoi JW-58 avec trois Rudeltaktik. Des attaques sont lancées pendant trois jours, le convoi arrive à la presqu'île de Kola sans aucune perte. L'U-990 lance une attaque sans succès contre un destroyer de l'escorte, le 2 avril 1944 au sud-sud-est de l'île aux Ours.
L'U-990 quitte Bergen pour sa quatrième et dernière patrouille le 22 mai 1944. Deux jours plus tard, il recueille vingt-et-un survivants (dont le commandant) de l'U-476, gravement endommagé par un Catalina du 210 Sqn et détruit d'une torpille, au nord-nord-ouest de Kristiansand. Le jour suivant, l'U-990 est repéré en surface, au nord-ouest de Trondheim, par un Liberator du 59 Sqn. L'appareil approche du sous-marin masqué par des grains de pluie. Six charges de profondeur sont lancées et l'U-990 est envoyé par le fond à la position 65° 05′ N, 7° 28′ E.
Vingt hommes (dont trois de l'U-476) meurent dans cette attaque. Cinquante-et-un survivants (dont dix-huit de l'U-476) sont recueillis par le patrouilleur allemand V-5901.

## Affectations
- 5. Unterseebootsflottille du 28 juillet 1943 au 31 décembre 1943 (Période de formation).
- 11. Unterseebootsflottille du 1er janvier 1944 au 25 mai 1944 (Unité combattante).

## Commandement
- Kapitänleutnant Hubert Nordheimer du 28 juillet 1943 au 25 mai 1944.

## Patrouilles
|       | Commandant               | Départ          | Départ     | Arrivée         | Arrivée    | Jours    | Succès  |
| ----- | ------------------------ | --------------- | ---------- | --------------- | ---------- | -------- | ------- |
|       | Kptlt. Hubert Nordheimer | 22 janvier 1944 | Kiel       | 23 janvier 1944 | Marviken   | 2 jours  |         |
| 1     | Kptlt. Hubert Nordheimer | 26 janvier 1944 | Marviken   | 28 février 1944 | Hammerfest | 34 jours | 1 920   |
| 2     | Kptlt. Hubert Nordheimer | 4 mars 1944     | Hammerfest | 27 mars 1944    | Narvik     | 24 jours |         |
| 3     | Kptlt. Hubert Nordheimer | 31 mars 1944    | Narvik     | 5 avril 1944    | Narvik     | 6 jours  |         |
|       | Kptlt. Hubert Nordheimer | 8 avril 1944    | Narvik     | 12 avril 1944   | Bergen     | 5 jours  |         |
| 4     | Kptlt. Hubert Nordheimer | 22 mai 1944     | Bergen     | 25 mai 1944     | Coulé      | 4 jours  |         |
| Total | Total                    | Total           | Total      | Total           | Total      | 75 jours | 1 920 t |

Note : Kptlt. = Kapitänleutnant

### OpérationsWolfpack
L'U-990 a opéré avec les Wolfpacks (meute de loups) durant sa carrière opérationnelle.
- Werwolf (28 janvier – 27 février 1944)
- Orkan (5 – 10 mars 1944)
- Hammer (10 – 26 mars 1944)
- Blitz (2 – 4 avril 1944)

## Navire coulé
L'U-990 a coulé 1 navire de guerre de 1 920 tonneaux au cours des 4 patrouilles (75 jours en mer) qu'il effectua.
| Date            | Nom          | Nationalité | Tonnage | Convoi | Fait  | Localisation         |
| --------------- | ------------ | ----------- | ------- | ------ | ----- | -------------------- |
| 25 février 1944 | HMS Mahratta | Royal Navy  | 1 920   | JW-57  | Coulé | 71° 12′ N, 13° 30′ E |